# Tomoderus bimaculatus
Tomoderus bimaculatus es una especie de coleóptero de la familia Anthicidae.

## Distribución geográfica
Habita en Taiwán.